# Spitzkopfmäuse
Spitzkopfmäuse (Soricomys) sind eine Gattung von Nagetieren in der Unterfamilie der Altweltmäuse mit vier Arten, die auf den Philippinen endemisch sind. Zwei der zugehörigen Arten wurden vor 2012 in der Gattung Archboldmäuse (Archboldomys) gelistet. Der wissenschaftliche Gattungsname ist aus dem lateinischen Wort sorex (Spitzmaus) und dem altgriechischen Wort mys (Maus) gebildet.

## Merkmale
Diese an Spitzmäuse erinnernden Nagetiere ähneln den Archboldmäusen in der Gestalt. Unterschiede zu diesen gibt es in Details des Schädels, in dem Gesichtspunkt, dass die Haare der Oberseite länger und dunkler als die unterseitigen Haare sind, in den abgerundeten Kronen der oberen Schneidezähne, in einer schmalen Reihe der molaren Zähne und in den genetischen Eigenschaften. Bei den beiden vor Bildung der Gattung bekannten Arten besteht der diploide Chromosomensatz aus 44 Chromosomen (2n=44).
Die Kopf-Rumpf-Länge variiert zwischen 93 und 115 mm, der Schwanz ist 82 bis 101 mm lang und das Gewicht liegt bei 21 bis 36 g. Es sind 19 bis 26 mm lange Hinterfüße und 13 bis 15 mm lange Ohren vorhanden.

## Arten, Verbreitung und Lebensweise
Es zählen vier Arten, die auf der philippinischen Insel Luzon verbreitet sind, zur Gattung.
- Kalinga-Spitzkopfmaus (Soricomys kalinga), bewohnt den nordwestlichen Gebirgszug der Insel.
- Leonardo-Spitzkopfmaus (Soricomys leonardocoi), lebt in einem Gebirge in der Provinz Aurora.
- Berg-Spitzkopfmaus (Soricomys montanus), hat mehrere Populationen im gebirgigen Nordwesten Luzons.
- Musser-Spitzkopfmaus (Soricomys musseri), hat zwei disjunkte Populationen im Westen beziehungsweise Osten der Insel.

Die seit 1996 bekannte Musser-Spitzkopfmaus ist tagaktiv und lebt auf dem Boden. Sie sucht in der Laubschicht nach Wirbellosen. Bei der Kalinga-Spitzkopfmaus waren zwei Weibchen im April mit je zwei Embryos trächtig.

## Gefährdung
In den bewohnten Höhenlagen sind fast keine Bedrohungen vorhanden. Die IUCN listet die Leonardo-Spitzkopfmaus unter anderem wegen unbekannter Populationsgröße mit ungenügende Datenlage (Data Deficient). Die anderen drei Arten werden als nicht gefährdet (Least Concern) eingestuft.